# Rainer Markgraf Stiftung

## Rainer Markgraf Stiftung - Regionen stärken & Jugend fördern
Die Rainer Markgraf Stiftung ist eine 2014 errichtete Stiftung mit Sitz in Bayreuth. Sie ist eine gemeinnützige Stiftung bürgerlichen Rechts und fördert Bildung, Wissenschaft und Forschung. Zudem engagiert sie sich für die infrastrukturelle Entwicklung in Oberfranken und der Oberpfalz. Darüber hinaus unterstützt die Stiftung berufliche Aus- und Weiterbildung von Jugendlichen sowie die berufliche Qualifikation von jungen Erwachsenen und fördert Universitäten, Hochschulen und Bildungseinrichtungen.

## Hintergrund
Die Stiftung wurde am 1. Juli 2014 von Rainer W. Markgraf (1956–2015)[1] errichtet und am 11. Juli 2014 als eine rechtsfähige Stiftung des bürgerlichen Rechts durch die Regierung von Oberfranken anerkannt. Der Sitz der Stiftung ist Bayreuth. Sie untersteht der Aufsicht der Regierung von Oberfranken und verfolgt ausschließlich und unmittelbar gemeinnützige Zwecke im Sinne des Abschnitts „Steuerbegünstigte Zwecke“ der Abgabenordnung.[2] Die Rainer Markgraf Stiftung zählt zu den finanzstärksten Stiftungen Nordbayerns.[3]

## Der Stifter und die Unternehmerfamilie Markgraf
Die Familie Markgraf begann ihr unternehmerisches Wirken mit der Gründung der Bauunternehmung Markgraf im Jahr 1932 in Eger (Tschechien) durch den Bauingenieur Wilhelm Markgraf (1899–1965). Nach der Vertreibung aus Eger baute er das Unternehmen ab 1946 unter schwierigen Bedingungen in Immenreuth (Oberpfalz) neu auf. Sein Sohn Dr. Gerhard Markgraf (1929–2012) stieg 1955 in das Unternehmen ein. Ab 2012 führte Rainer W. Markgraf die Bauunternehmung W. Markgraf GmbH & Co KG mit Sitz in Bayreuth in dritter Generation. Der übergeordnete Wille der Familie Markgraf zur Errichtung einer Stiftung war der langfristige Erhalt des Familienunternehmens. Dies geht auch aus der Präambel der Stiftungssatzung hervor. Mit der Errichtung der Stiftung hat Rainer W. Markgraf diese Idee umgesetzt und brachte zunächst 66,8 Prozent der Anteile an der Bauunternehmung in die Stiftung ein. Im Jahr 2017 brachte dann seine Witwe Irene Markgraf (* 1946) die verbliebenen 33,2 Prozent im Sinne der Familien ein. Damit hält die Rainer Markgraf Stiftung als vierte Generation 100 Prozent der Anteile an der Bauunternehmung. Der Fortbestand der Bauunternehmung Markgraf mit über 1.000 Arbeitsplätzen ist damit gesichert und das Vermögen der Stiftung gestärkt.

## Stiftungszweck
Im Stiftungszweck finden sich die Verbundenheit der Familie Markgraf zur Heimat und die Interessen von Rainer W. Markgraf wieder: Stiftungszweck ist nach § 2 Abs. 2 der Satzung die Förderung von Wissenschaft und Forschung sowie die Verbesserung des Wirtschaftsstandortes Oberfranken und der Oberpfalz.[5] Weiteres gleichberechtigtes Ziel ist die Förderung beruflicher Aus- und Weiterbildung durch Stipendien sowie die Schaffung und Unterstützung moderner Ausbildungseinrichtungen. Der Stiftungszweck umfasst dabei den schulischen Bereich ebenso wie den berufspraktischen Bereich und den Hochschulsektor. Darüber hinaus engagiert sich die Stiftung für die infrastrukturelle Entwicklung der Regionen Oberfranken und Oberpfalz.[6][7] Kontinuierliche Förderungen erfahren die sog. Leuchtturmprojekte der Stiftung: Beispielsweise fördert die Stiftung die Museumspädagogik im Geschichtspark Bärnau-Tachov[1], die Internationale Begegnungsstätte Kloster Speinshart, das GEO-Zentrum an der Kontinentalen Tiefbohrung in Windischeschenbach, das Festival junger Künstler Bayreuth oder das Don Bosco Jugendwerk in Bamberg. Im Hochschulsektor unterstützt die Stiftung unter anderem das Deutschlandstipendium[4] an den Hochschulen Amberg-Weiden, Coburg und Regensburg sowie an den Universitäten in Bamberg und Bayreuth. 

## Rainer-Markgraf-Preis
Einmal jährlich vergibt die Stiftung den Rainer-Markgraf-Preis, der an den Stiftungsgründer erinnert und mit 20.000 Euro dotiert ist. Er soll Persönlichkeiten auszeichnen, die sich in besonderer Weise für Themen aus den Bereichen Bildung, Wissenschaft und Forschung engagieren. Regional ist der Preis auf Oberfranken und die Oberpfalz begrenzt.[1] Insbesondere werden Empfehlungen von Hochschulen, Städten, Kommunen und Kreisverwaltungen sowie den Handwerkskammern und den Industrie- und Handelskammern eingereicht. Über die Vergabe entscheidet ein stiftungsinternes Gremium. 2018 wurde der Preis an zwei Preisträger vergeben.
Die bisherigen Preisträger des Rainer-Markgraf-Preis sind:
- 2018: Ralf Schmitt, Kleintettau, für seine Verdienste um das Tropenhaus Kleintettau
- 2018: FABLAB Bayreuth e.V., als offene Einrichtung zur Umsetzung von Ideen in additiver Fertigung
- 2020: Prof. Dr. Ute Schmid, Universität Bamberg,[3] für ihren Einsatz zur KI-Forschung mit psychologischen Ansätzen
- 2021: Dr.-Ing. Andy Gradel, Digitales Gründerzentrum Hof, für seine praxisorientierte Forschungsarbeit zur Entwicklung der Wasserstofftechnologie
- 2022: Wirtschaftsjunioren Nordoberpfalz, Weiden in der Oberpfalz, für das Projekt Mint-Sprint-Nordoberpfalz an 20     Mittelschulen in der nördlichen Oberpfalz
- 2023: Peter Wilfahrt, Bayreuth, für den Wissenstransfer und die Aufklärung von Kindern und Jugendlichen im Umgang mit modernen Technologien
- 2024: Dr. Bernhard Nitsche, für seinen Einsatz zum Erhalt und zur Weiterentwicklung des Staatlichen Beruflichen     Schulzentrums für Produktdesign und Prüftechnik Selb

## Organe der Stiftung
Die Organe der Stiftung sind Stiftungsrat und Stiftungsvorstand. Die Stiftung wird durch den Stiftungsvorstand verwaltet. Er bearbeitet eingehende Förderanträge, legt die Mittelverwendung für Stiftungsprojekte fest, führt die Beschlüsse des Stiftungsrates aus und ist gemeinsam mit dem Stiftungsrat für die Anlage des Stiftungsvermögens verantwortlich. Der Stiftungsvorstand wird vom Stiftungsrat bestellt. Der Stiftungsrat überwacht die Verwaltung der Stiftung. Da die Stiftung alleiniger Gesellschafter der Bauunternehmung W. Markgraf GmbH & Co KG ist, liegen auch grundsätzliche Fragen zur Unternehmenspolitik in der Verantwortung des Stiftungsrates.
Mitglieder im Vorstand:
- Herrn Florian Prosch, Vorstandsvorsitzender
- Frau Gabriele Hohenner, Vorstand

Mitglieder im Stiftungsrat:
- Herrn Liborius Gräßmann, Stiftungsratsvorsitzender
- Herrn Tobias Reiß, stellv. Stiftungsratsvorsitzender
- Frau Prof. Dr. Christiane Fritze, Stiftungsrat
- Frau Dr.-Ing. Antje Sophia Tiesler, Stiftungsrat